# Перпер, Иосиф Овшиевич
Ио́сиф О́вшиевич Пе́рпер (впоследствии также Иосиф Иосиевич и Иосиф Иосифович; 13 мая 1886, Арциз, Аккерманский уезд, Бессарабская губерния — 26 декабря 1966, Москва) — российский издатель, редактор и журналист, деятель вегетарианского движения.

## Биография
Родился в местечке Старый Арциз Аккерманского уезда Бессарабской губернии (ныне райцентр в Одесской области Украины), в многодетной еврейской семье, переехавшей в Кишинёв, когда ему было 8 лет. Его отец, Овший Элевич Перпер, был занят в торговле тканями. 
В 1904—1906 годах проходил обучение в Торговой академии Санкт-Галлена в Швейцарии и в Германии, изучал языки, литературу, экономические и коммерческие науки. В 1908 году закончил коммерческое училище в Проскурове со званием личного почётного гражданина и кандидата коммерции.
В 1904 году под влиянием статьи Л. Н. Толстого «Первая ступень» (1892) увлёкся толстовством и 1 ноября того же года стал вегетарианцем. Публиковался на темы вегетарианства в различных периодических изданиях России. С 1906 года сотрудничал в газете «Эхо Бессарабии». В январе 1909 года вместе с братом Моисеем Овшиевичем Перпером основал в Кишинёве журнал «Вегетарианское обозрение» (подзаголовок Единственный вегетарианский орган в России, с 1914 года Единственный вегетарианский журнал в России) и был его бессменным издателем. В том же году опубликовал в журнале свои впечатления от посещения Л. Н. Толстого в Ясной Поляне 1 и 3 июня 1909 года. В 1910 году редакция журнала переместилась в Киев. Журнал выходил до 1915 года (10 номеров в год, 2500 страниц в два столбца в каждом номере). Первым редактором журнала был Моисей Овшиевич Перпер, с 1911 года — Иосиф Овшиевич Перпер (с 1915 года именуемый Иосифом Иосиевичем Перпером). Журнал был на грани закрытия несколько раз, последний номер вышел в мае 1915 года, после чего он окончательно прекратил существование в связи с финансовыми сложностями и ужесточившейся в результате войны цензурой. В этом же журнале сотрудничал другой брат И. О. Перпера — журналист и врач Самуил Овшиевич (Иосифович) Перпер (1887—1953); помимо научно-популярных статей о пользе вегетарианства он вёл постоянную рубрику «Старый вегетарианец» (письма из Рима).
10—15 августа 1911 года впервые представлял русских вегетарианцев («русское отделение») на съезде и выставке немецких вегетарианцев в Дрездене. В 1909—1910 годах состоял в переписке с Львом Толстым, главным образом по вопросам вегетарианства; Толстой высоко отозвался уже о самом первом номере журнала «Вегетарианское обозрение», помог привлечь к сотрудничеству с ним нескольких литераторов, напечатал в нескольких газетах воззвание с просьбой о финансовой поддержке издания (1910). Как толстовец подвергался правительственным гонениям. Привлёк к сотрудничеству с журналом Шолом-Алейхема (переписка с которым сохранилась), М. П. Арцыбашева, А. Н. Черткову, В. Г. Черткова, Е. И. Попова, А. А. Гольденвейзер, И. Ф. Наживина, Н. Н. Гусева, И. И. Горбунова-Посадова, И. Е. Репина, Я. М. Гордина и многих других российских вегетарианцев.
В 1911 году предпринял попытку основания еврейского вегетарианского издательства в Киеве и журнала на идише «דער װעגעטאַרישער געדאַנק» (дер вегетаришер геданк — вегетарианская мысль, с подзаголовком Единственный еврейский вегетарианский журнал в мире), к сотрудничеству в котором должны были быть привлечены Шолом-Алейхем, И.—Л. Перец, С. Г. Фруг, С. М. Абрамович и А. Рейзен. Вместо этого, вегетарианский журнал на идише начал в том же году издаваться в Нью-Йорке. Был делегатом нескольких Интернациональных вегетарианских конгрессов, выступал с лекциями о вегетарианстве в различных городах Российской империи. В 1913 году был одним из организаторов Первого Всероссийского вегетарианского съезда в Киеве.
После закрытия «Вегетарианского обозрения» в 1915 году переехал в Москву, где вновь предпринял безуспешную попытку наладить издание журнала. Вместе с женой стал членом Московского вегетарианского общества (Перпер участвовал в работе Московского вегетарианского общества ещё с 1909 года). С июня 1919 года до 1922 года жил с семьёй в местечке Круглое Гомельской губернии и продолжал просветительскую деятельность в Могилёве. Вместе с женой боролся против преследования активистов вегетарианского движения властями. Возвратившись в Москву, на протяжении 1920-х годов продолжил публиковать статьи о мирровоззрении Л. Н. Толстого и вегетарианстве. В 1929 году вместе с В. В. Чертковым был избран делегатом от Московского вегетарианского общества на 7-й Международный вегетарианский конгресс в Штайншёнау, но в том же году общество прекратило своё существование.
В последние годы жизни был особенно дружен с историком и литературоведом М. У. Шац-Аниным.
Сохранилась переписка И. О. Перпера с И. И. Горбуновым-Посадовым и его женой Е. Е. Горбуновой-Посадовой (1934—1948), журналистом и издателем А. С. Зоновым (1870—1919), мемуаристкой А. К. Чертковой (Дитерихс, 1859—1927), В. Л. Юреневой (1956—1957), секретарём Московского вегетарианского общества А. П. Алексеевым и другими адресатами. Дневники И. И. Перпера (1917—1939, 1963—1966) хранятся в Государственном музее Л. Н. Толстого.

## Семья
- Брат — писатель и журналист А. О. Перпер, книга его рассказов «Неудачник; Подлец» с предисловием поэта И. М. Левита вышла в 1899 году (Бендеры: Тип. А. Г. Александрова).
- Жена (с 1917 года) — литератор и активистка вегетарианского движения Эсфирь Исааковна Каплан (в замужестве Каплан-Перпер; 16 июня 1889 — 28 июля 1933), открыла вегетарианскую столовую в Полтаве (1909), в 1911—1915 годах была секретарём издаваемого будущим мужем журнала «Вегетарианское обозрение», вела обширную переписку с рядом российских и зарубежных литераторов и художников-вегетарианцев, сохранилась её корреспонденция с Л. Н. Толстым[23][24].
  - Дочь — литературовед, источниковед и библиограф Мира Иосифовна Перпер (16 ноября 1918, Москва — 9 апреля 2001, там же)[25]. У И. И. Перпера были также сыновья Лев (?—1956) и Исай (1921—1992).